# デイヴィッド・ネルソン (植物学者)
デイヴィッド・ネルソン（David Nelson、1740年頃 - 1789年7月20日）は、イギリスの植物学者である。ジェームズ・クックの第3回探検航海や、ウィリアム・ブライのバウンティ号の航海に参加した。「バウンティ号の反乱」の際に救命艇による41日間、3800マイルのティモールへの航海をして生還した19人の乗組員の一人となった。
クックの航海に参加する前の経歴は知られていないが、1776年から1779年のクックの第3回探検航海に植物学者として選ばれ、ジョゼフ・バンクスやウィリアム・エイトンのもとで、訓練を受けた後、レリゾリューション号でウィリアム・アンダーソンとともに働いた。航海中にアンダーソンが病死したので、植物学的業務をネルソンが担うことになった。1790年にロンドンへ帰還した後は7年間、キューガーデンで働いた後、ウィリアム・ブライのバウンティ号のタヒチへの航海に参加した。航海の目的のひとつはパンノキを採集することであった。「バウンティ号の反乱」でネルソンは軍人ではなかったがブライ船長に忠誠心が厚いとして、救命艇で追放された19人の一人となった。ティモールへの困難な航海の末、生き残ったが数日後、ティモールのクバンで病没した。
キツネノマゴ科の属名、Nelsoniaに献名された。